# Amparafaravola (distrikt)
Amparafaravola District är ett distrikt i Madagaskar.   Det ligger i regionen Alaotra Mangororegionen, i den nordöstra delen av landet, 190 km nordost om huvudstaden Antananarivo.
Följande samhällen finns i Amparafaravola District:
- Amparafaravola